# Čebol
Čebol (anglicky chaebol /ˈtʃeɪbɒl, ˈdʒɛbəl/ ; korejsky: 재벌) je velké průmyslové sdružení dvou a více podniků působících v odlišném odvětví, které je spravováno a řízeno majitelem nebo rodinou v Jižní Koreji. Čebol se skládá z velkého počtu různorodých společností řízených vlastníkem, jehož moc často překračuje legitimní pravomoci. Termín „chaebol“ je nejednou stejně používán jako anglický výraz „conglomerate“ (konglomerát). Název byl odvozen z japonštiny a byl poprvé v angličtině použit roku 1984. Dnes existuje mnoho různých početných firemních skupin řízených rodinami v Jižní Koreji, které spadají pod tuto definici.
Chaebol také hrál a stále hraje významnou roli v jihokorejské politice. V roce 1988 člen chaebolové rodiny a prezident společnosti Hyundai Heavy Industries, Čong Mong-jun, úspěšně kandidoval do Národního shromáždění Jižní Koreje. Ostatní představitelé podniku byli rovněž zvoleni za členy Národního shromáždění prostřednictvím proporcionálního zastoupení. Firma Hyundai usiluje o to, aby mohla přispět k rozmrazení vztahu mezi Severní a Jižní Korejí, ovšem ne bez kontroverze. Mnoho jihokorejských cheabolů řízených rodinami bylo kritizováno za nízkou výplatu dividend a za další řídící postupy, které upřednostňují ovládání akcionářů na úkor obyčejných investorů.

## Etymologie
Anglický výraz chaebol pochází z romanizace McCune–Reischauer, chaebŏl, z korejského slova jaebeol (재벌, jae – + bol – také psáno se stejnými čínskými znaky 財閥 jako Zaibacu v Japonsku). Slovo chaebol se v angličtině začalo používat v 80. letech 20. století.

## Historie
Jihokorejská ekonomika byla málo rozvinutá a soustředěná především na zemědělství až do poloviny 20. století. Ovšem politika prezidenta Pak Čong-huie, který převzal moc v roce 1961, započala rychlou industrializaci s podporou velkých podniků. První pětiletý plán měl směřovat k novým investicím a chaeboly měly být financovány bankovními půjčkami. Chaeboly hrály klíčovou roli při vývoji nových průmyslových odvětví, trhů a vývozu, což pomohlo Jižní Koreji stát se jedním ze čtyř asijských tygrů.
Počátky podnikatelských elit se objevily v politické ekonomii padesátých let. Společnosti, které vznikly na přelomu 40. a 50. let měly úzké vazby na první republiku I Sung-mana, která trvala od roku 1948 do roku 1960.
Když armáda převzala vládu v roce 1961, její vůdci oznámili, že odstraní korupci, která sužovala I Sung-manovu administrativu. Někteří vedoucí průmyslníci byli zatčeni a obviněni z korupce, ale nová vláda si uvědomila, že bude potřebovat pomoc podnikatelů, aby mohla být naplněn plán modernizace ekonomiky. Bylo dosaženo kompromisu, podle něhož mnoho z obviněných firemních vůdců platilo vládě pokutu. Následně došlo ke zvýšení spolupráce mezi podnikovými a vládními představiteli. Spolupráce vlády a chaebolů byla nezbytná pro následný hospodářský růst na počátku 60. let 20. století. Vláda poskytla chaebolům plány průmyslové expanze. Nicméně industrializace vedená chaeboly urychlila monopolní a oligopolní koncentraci kapitálu a ekonomicky ziskové činnosti v rukou omezeného počtu konglomerátů. Byl podporován vývoz, což vyvrátilo politiku I Sung-mana spoléhat na dovoz. Byly stanoveny výkonnostní kvóty.
Chaeboly rostly díky dvěma faktorům: zahraniční půjčky a zvláštní laskavosti. Přístup k cizím technologiím byl v 80. letech také důležitý pro růst chaebolů. Pod rouškou „řízeného kapitalismu" vláda vybrala společnosti, aby realizovaly projekty a směřovaly prostředky ze zahraničních půjček. Další úvěry byly poskytnuty od tuzemských bank. V 80. letech ovládaly chaeboly průmyslový sektor obzvláště ve výrobě, obchodě a těžkém průmyslu. Jejich růst vyplynul z produkce rozmanitého zboží. Inovace a ochota vyvinout nové produktové řady byly kritické. V 50. a 60. letech 20. století se chaeboly soustředily na paruky a textilie; v polovině 70. a v 80. letech převládal těžký, obranný a chemický průmysl. Zatímco tyto aktivity byly důležité na počátku 90. let, docházelo k reálnému růstu v odvětví elektroniky a špičkových technologií. Chaeboly byly také zodpovědné za změnu schodku obchodní bilance v roce 1985 na obchodní přebytek v roce 1986. Bilance běžného účtu však klesla z více než 14 miliard amerických dolarů v roce 1988 na 5 miliard amerických dolarů v roce 1989. Chaeboly pokračovaly v růstu na vývozních trzích v 80. letech. Koncem osmdesátých let se tak staly finančně nezávislými a bezpečnými, čímž se vyloučila potřeba dalších úvěrů a vládní pomoci. V 90. letech byla Jižní Korea jednou z největších nově industrializovaných zemí a pyšnila se životní úrovní srovnatelnou s průmyslovými zeměmi.
Prezident Kim Jong-sam začal napadat chaeboly, ale až po asijské finanční krizi v roce 1997, kdy byly slabiny systému pochopeny. Z 30 největších se od července 1997 do června 1999 11 zhroutilo. Zpočátku byla krize způsobena prudkým poklesem hodnoty měny, a kromě okamžitých peněžních toků týkajících se placení zahraničních dluhů nižší náklady nakonec pomohly silnějším chaebolům rozšířit své značky na západní trhy. Nicméně současný pokles nedalekých exportních trhů v jihovýchodní Asii, který podnítil růst, způsobil, že velké dluhy, které vznikly v důsledku nadbytečné kapacity, se staly smrtelnými pro mnohé z chaebolů. S populací, která se umístila na 26. místě na světě, před krizí měla země sedm velkých výrobců automobilů. Poté zůstali nedotčeni pouze dva hlavní výrobci a dva další pokračovaly v menší kapacitě pod společnostmi General Motors a Renault. Chaeboly nedlužily jen státním průmyslovým bankám, ale také nezávislým bankám a jejich vlastním dceřiným společnostem poskytujících finanční služby. Rozsah nesplacených úvěrů znamenal, že banky nemohly uzavřít ani rušit špatné úvěry, aniž by se samy zhroutily, takže nesplacení těchto dluhů rychle způsobilo bankovní krizi a Jižní Korea se obrátila na MMF s žádostí o pomoc. Nejpozoruhodnějším příkladem byl v polovině roku 1999 kolaps skupiny Daewoo, která měla nezaplacené dluhy ve výši 80 miliard amerických dolarů. V té době to byl největší bankovní bankrot v historii. Vyšetřování také odhalila rozsáhlou korupci v chaebolech, zejména podvodné účetnictví a úplatkářství. Přesto se Jižní Korea rychle zotavila z krize a většina viny za ekonomické problémy se přesunula na MMF. Zbývající chaeboly se od krize podstatně rozrostly a udržely si mnohem nižší míru zadlužení.
V roce 2014 největší chaebol, Samsung, skládal zhruba 17 % jihokorejské ekonomiky a držel zhruba 17 miliard amerických dolarů v hotovosti. Nedávné finanční výkazy těchto společností však skutečně ukazují, že chaeboly pomalu ztrácejí svou moc nad mezinárodní konkurencí nebo interními narušeními nově vznikajících startupů. Čistý zisk/výnos nejvyšších konglomerátů v Jižní Koreji od roku 2012 do roku 2015 klesl. Nejen, že jejich zisky přestaly růst, ale některé společnosti, jako je LG, vytvářejí ztrátu a čelí odlivu mozků.

## Řízení společnosti

### Struktura managementu
Některé chaeboly jsou jedna velká korporace, zatímco jiné se rozdělily do volně spojených skupin jednotlivých firem sdílející jedno jméno. I v druhém z těchto případů je však daný chaebol veden, kontrolován, vlastněn nebo spravován jednou rodinnou skupinou. Jihokorejské chaeboly často bývají přiřazovány k japonským obchodním skupinám keirecu, nástupcům předválečných zaibacu. Ačkoliv je slovo „chaebol“ stejného významu jako „zaibacu“ (slova mají stejný původ), vyvinuly se mezi chaebol a keirecu některé zásadní rozdíly:
- Chaeboly jsou stále vedeny jejich zakladatelskou rodinou, zatímco keirecu jsou vedeny skupinou profesionálních manažerů.
- Chaeboly jsou centralizované ve vlastnictví, zatímco keirecu jsou decentralizované
- Chaeboly často spoléhají na zakládaní dceřiných společností, které vyrábějí komponenty pro export, zatímco velké japonské korporace spoléhají na zaměstnávání externích dodavatelů
- Hlavní strukturální rozdíl mezi korejskými chaeboly a japonskými keirecu je ten, že chaeboly nevlastní všechny své peněžní instituce. Většina z nich byla ve svých raných letech těžce závislá na vládních půjčkách a uvěrových zárukách, ale i nyní mají bližší vztah s vládou než jejich japonský protějšek. Chaeboly mají zakázáno vlastnit soukromé banky, zčásti aby se rozložilo riziko a zčásti aby vláda posílila svůj vliv nad bankami v oblastech jako je alokace úvěrů. V 1990 vládní omezení ztížila chaebolům vyvíjení exkluzivních bankovních vztahů. Keirecu historicky pracovaly s přidruženou bankou a dávaly přidruženým společnostem téměř neomezený přístup k penězům, takže ekonomické problémy, pro které bylo Japonsko známé, byly spíše tzv. „zombie banky“, než systematické bankovní krize. I přesto hodně z největších keirecu diverzifikovalo své dluhové praktiky a prodej veřejných dluhopisů se pro ně stal poněkud častým.

Model chaebolu je závislý na komplexním systému propojení vlastnictví. Vlastník chaebolu, s pomocí rodinných příslušníků, rodinné charity a vedoucích pracovníků dceřiných společností, má povinnost zkontrolovat pouze tři ze čtyř veřejných společností, které ovládají dceřiné společnosti. Příkladem pro tuto praktiku může být majitel společnosti Doosan, která měla více než 20 dceřiných společností, s účastí pouze v přibližně pěti společnostech.

### Majetek
Předseda, který má chaebol na starost, vlastní pouze malou část majetku ve společnostech. Je však velice silný při rozhodování a má pravomoci ovládat veškeré vedení. Například Samsung vlastní 0,5 % ve firemních společnostech. To dokládá absenci právního státu. Metoda, která umožňuje tento typ držení, se nazývá křížení – horizontální a vertikální struktura, která zvyšuje pravomoci předsedy.

### Kultura na pracovišti
Pro tyto konglomeráty je typické, že na pracovišti panuje paternalismus – nadřízený se ke svým podřízeným staví jako „otcovská postava“. Chování vysoce nadřízených ke svým zaměstnancům se dá popsat jako přátelské, ale uchovávající smysl pro zodpovědnost a přesnost. Pracovníci pracují dlouhé směny, zejména o víkendech a svátcích, za účelem uspokojit jejich nadřízené. Firemní výlety a akce bývají zpravidla povinné, aby se posílil smysl pro rodinu a pocit, že zaměstnanec mezi ostatní patří. Zaměstnavatelé věří, že udržování a posilování pout mezi nimi a zaměstnanci vede k prosperitě a produktivitě společnosti. Další tradiční zvyky, které by byli v západním světě nezvyklé, jsou např. dárky pro zaměstnance či domlouvání schůzek mezi zaměstnanci za účelem hledání vztahu či manželství. Chaeboly jsou notoricky známé svou hierarchií. Je neobvyklé, aby jedinec zpochybňoval rozhodování jeho šéfa. To přidává ke kultuře, která se orientuje kolem toho, kdo je zodpovědný, může to však vést k nežádoucím okolnostem. Povýšení nebývá založené na zásluhách, rozhodující faktory u povýšení bývají věk a odsloužená doba danému konglomerátu. Toto také způsobuje, že téměř každý nadřízený je mnohem starší než zaměstnanci. Pokud pracovník nedosáhne ve věku 50 let vysoce postavené pozice, je často nucen odstoupit. Loajalita je v chaebolech velice důležitá, to je také vidět v náborovém řízení, kdy uchazeči musí podstoupit různé aktivity. Mezi tyto aktivity se řadí např. výcvikové tábory.

## Příklady chaebolů

### Skupina Samsung
Společnost Samsung, založená v roce 1938, je nejvýdělečnější jihokorejský chaebol, který začal jako firma vyvážející zboží jako ovoce, sušené ryby a nudle hlavně do Číny. Dnes je tento konglomerát řízený druhou nejbohatší rodinou v Asii. Skupina se skládá z více než 50 firem, které se věnují elektronice, strojnímu a těžařskému průmyslu, chemickému průmyslu, finančním službám, maloobchodním službám, zábavnímu průmyslu, stavitelství a dalším. Je odhadováno že skupina tvoří okolo 20 % HDP Jižní Koreje a okolo 20 % exportu země, přičemž podíl exportu v Jižní Koreji je 43,09 %. Tržby Skupiny Samsung činily v roce 2016 174 mld. USD.

### Hyundai Motor Group
Hyundai Motor Group, založená v roce 1947, je třetí největší výrobce vozidel na světě. Hyundai Motor Group tvoří zhruba 6 % HDP Jižní Koreje. Mezi její dceřiné společnosti patří Kia Motors, Genesis Motors, Hyundai Steel, Hyundai Engeneering a Hyundai Card. Další firmy patřící stejné rodině a nesoucí jméno Hyundai jsou například Hyundai Heavy Industries Group, Hyundai Marine and Fire Insurance Group, Hyundai Department Store Group a Hyundai Development Company Group. Tržby konglomerátu byly v roce 2016 přes 80 mld. USD.

### SK Group
SK Group je třetí největší jihokorejský chaebol založený v roce 1953. Skládá se z 95 firem, z nichž nejvýznamnější je SK Telecom zabývající se primárně telekomunikacemi. Dalšími odvětvími jsou například chemický průmysl, energetika, lodní doprava, marketing a další odvětví. Tržby SK Group se v roce 2016 pohybovaly na 72,5 mld. USD.

### LG Corporation
LG Corporation, založená v roce 1947 Koo In-Hwoiem, je čtvrtým největším chaebolem v Jižní Koreji s tržbami přes 47 mld. USD v roce 2016. LG se věnuje převážně elektronice, chemickému průmyslu a telekomunikacím. Mezi její dceřiné firmy patří LG Electronics, LG Chem, LG Solar Energy a další.

## Kritika
Chaeboly mají na korejskou ekonomiku hned několik nepříznivých dopadů, a to i přes to, že Jižní Koreji zajistily rychlý růst ekonomiky a udělaly z ní ekonomicky celosvětově důležitého aktéra.

### Vzestup a korupce
Po skončení Korejské války roku 1953 byla Jižní Korea v těžké krizi, protože boje zničily a zastavily většinu průmyslové výroby, což vedlo Koreu k tisknutí velké spousty peněz, aby zaplatila za válku a splnila požadavky OSN na Korejskou měnu a následně k obrovské inflaci. Státníci se tento problém rozhodli řešit pomocí velkých finančních pobídek pro rodinné podniky, což znamenalo jejich rychlý vzestup a vznik chaebolů. Toto znamenalo silné vazby a závazky nově zbohatlých k politikům. Korupční skandály dále chaeboly provázely až dodnes. Poslední kauzou bylo sesazení a odsouzení exprezidentky Pak Kun-hje za braní úplatků, vydírání, do kterého byly zapleteny i představitelé chaebolů jako například dědic skupiny Samsung I Če-jong, který vede konglomerát od května roku 2014, kdy jeho otec I Kun-hia zemřel na infarkt.

### Řetězová reakce
Během asijské krize v roce 1997 se banky obávaly bankrotu chaebolů, což by mělo pro Koreu kvůli velikosti konglomerátů nedozírné následky, a proto jim umožnily zdarma odkládat splátky svých dluhů, kdykoli nebyly schopni splácet. Mnoho odborníků se domnívalo, že jsou tyto konglomeráty příliš veliké, než aby padly, což ovšem nebyla pravda. V případě skupiny Daewoo, která dříve zaujímala pozici sekundanta Samsungu, hrozil bankrot a musela zasáhnout vláda, která Daewoo kompletně restrukturalizovala. To však znamenalo krach mnoha dceřiných firem skupiny.

### Monopolismus
Ačkoli státní pobídky pro rodinné firmy jsou již minulostí, velikost a široké pole působnosti chaebolů ničí konkurenční prostředí v Jižní Koreji, což může vést k navyšování cen zboží pro její obyvatele, protože není konkurent, který by prodával levněji. V roce 2012 byl za toto jednání pokutován Samsung a LG. Malé firmy nemají šanci obstát v boji proti obrovským konglomerátům, které tvoří dohromady 80 % ekonomiky státu. Pokud se nějaká malá firma dokáže prosadit, stejně ji nakonec odkoupí jeden z konglomerátů. Tohle vše může vést ke nedostatku nových inovativních firem i přístupů, a nakonec ke kostnatění ekonomiky. Monopolismus konglomerátů nezměnil ani fakt, že Korea zrušila obchodní regulace pro zahraniční firmy a otevřela se světu. Na jihokorejské burze je prvních 47 z 50 firem součástí chaebolů.